# Cursive
I Cursive sono un gruppo emo/indie rock statunitense di Omaha, Nebraska. Negli anni i Cursive hanno sviluppato una personalità musicale unica, caratterizzata da strutture inusuali, testi emozionali e da una miscela strumentale imprevedibile. La loro musica è stata maggiormente influenzata da gruppi come Archers of Loaf, Fugazi, e Shudder to Think. Fanno parte della scena Midwest emo.

## Storia
Il gruppo è formato nel 1995 da Tim Kasher (voce e chitarra), Clint Schnase (batteria), Matt Maginn (basso) e Steve Pederson (chitarra). I quattro debuttarono nel 1997 con Such Blinding Stars for Starving Eyes. L'anno seguente realizzarono The Storms of Early Summer: Semantics of Song, secondo full-length ideato come concept album. In seguito alla pubblicazione, la band si sciolse: ritornò nel 2000, con un nuovo LP (Domestica) e un nuovo membro (Ted Stevens dei Lullaby for the Working Class, che sostituisce Steve Pederson). Domestica, che si può considerare il lavoro finora più completo dei Cursive, garantisce nuova popolarità al gruppo. Instancabili, i Cursive pubblicano nel 2001 un ep, Burst & Bloom, nel quale suona anche la violoncellista Gretta Cohn. The Ugly Organ, risalente al 2003, è l'ennesimo concept album. Nel 2005 Gretta Cohn lascia la band; viene inoltre messa sul mercato una compilation che raccoglie i singoli e i lati b andati perduti.
Nel 2006 viene pubblicato Happy Hollow: per rimpiazzare il violoncello viene chiamata un'orchestra di fiati; il concept questa volta si sposta dalle tematiche interpersonali: Happy Hollow è infatti l'album più politico dei Cursive, una riflessione sulla società moderna che, toccando temi come il creazionismo, l'omosessualità, e l'aborto, scaglia un vero e proprio attacco alle religioni organizzate ed in particolar modo a quella cristiana. L'album è stato preceduto dal singolo "Dorothy at Forty".
Tim Kasher ha anche intrapreso la carriera solistica, firmandosi The Good Life. In seguito, tuttavia The Good Life si trasformò in un vero e proprio gruppo, includendo nuovi membri tra cui Stefanie Drootin, Ryan Fox, e Roger Lewis.

## Gruppi collegati
- The Good Life
- Criteria
- Lullaby for the Working Class
- Mayday
- Slowdown Virginia
- The White Octave

## Discografia

### Album in studio
- Such Blinding Stars for Starving Eyes (1997)
- The Storms of Early Summer: Semantics of Song (1998)
- Domestica (2000)
- The Ugly Organ (2003)
- Happy Hollow (2006)
- Mama, I'm Swollen (2009)
- I Am Gemini (2012)
- Vitriola (2018)
- Get Fixed (2019)
- Devourer (2024)

### EP
- The Disruption (1997)
- Burst and Bloom (2001)

### Split/collaborazioni
- Split con Silver Scooter (1999)
- Split con Small Brown Bike (2000)
- 8 Teeth to Eat You (split con Eastern Youth) (2002)

### Raccolte
- The Difference Between Houses and Homes (2005)